# Утакмице фудбалске репрезентације Мађарске 1902.
Фудбалска репрезентација Мађарске одиграла је само једну утакмицу током 1902. године и то у Бечу против Аустрије. Репрезентативне утакмице нису званично бележене све до 1908. године, до тада су се сматрале утакмицама између савезника. Био је то први меч у Европи у којем су играли репрезентације који нису биле ван Британских острва. Алфред Хајош, први олимпијски шампион Мађарске, играо је као центарфор у овом мечу. Још има назнака да је играо и Шандор Биро , на позицијилевог бека уместо Емила Габровица, али је могуће да је он био замена која се није практиковала у раној фази играња фудбала. Савезни селектор је био Ференц Жилмо. 
Иначе ова утакмица се рачуна као прва званична утакмица репрезентације Мађарске. Састав репрезентације Мађарске:
| Мађарска                              | Мађарска | Мађарска | Мађарска  |
| Име                                   | Доб      | Ута./Гол | Клуб      |
| ------------------------------------- | -------- | -------- | --------- |
| Ђула Бадоњи − (Bádonyi Gyula)         | 20. г.   | 0 / 0    | БТК       |
| Јожеф Беран − (Berán József)          | 19. г.   | 0 / 0    | ФТК       |
| Емил Габровиц − (Gabrovitz Emil)      | 27. г.   | 0 / 0    | ФК Пошташ |
| Јожеф Колтаи − (Koltai József)        | 20. г.   | 0 / 0    | ФТК       |
| Имре Пожоњи − (Pozsonyi Imre)         | 21. г.   | 0 / 0    | МПУ       |
| Роберт Бајер − (Bayer Róbert)         | 24. г.   | 0 / 0    | МАК       |
| Иштван Буда − (Buda István)           | 18. г.   | 0 / 0    | БТК       |
| Берталан Штајнер − (Steiner Bertalan) | 21. г.   | 0 / 0    | ФК 33     |
| Јожеф Покорни − (Pokorny József)      | 20. г.   | 0 / 0    | ФТК       |
| Алфред Хајош − (Hajós Alfréd)         | 24. г.   | 0 / 0    | БТК       |
| Карољ Олах − (Oláh Károly)            | 18. г.   | 0 / 0    | БСК       |

 Коментар:: Подаци одговарају подацима од пре почетка утакмице!

## Утакмице
| Аустрија                                                 | 5 : 0 (3 : 0) | Мађарска |
| -------------------------------------------------------- | ------------- | -------- |
| Јозеф Таурер 5’ · Јохан Штудника 10’ · Густав Хуберт 34’ | [Извештај]    |          |

| Аустрија | Мађарска |

| Аустрија:        |    |                   |  |           |
|                  |    |                   |  |           |
| Г                | 1  | Филип Наус        |  |           |
| О                | 2  | Емил Вахуда       |  |           |
| О                | 3  | Вилхелм Ајпедауер |  |           |
| В                | 4  | Феликс Хитл       |  |           |
| В                | 5  | Рудолф Бласи      |  |           |
| В                | 6  | Рајмунд Меснер    |  |           |
| Н                | 7  | Јулиус Виснер     |  |           |
| Н                | 8  | Густав Хубер      |  | 34’       |
| Н                | 9  | Енглеберт Шрамел  |  |           |
| Н                | 10 | Јохан Штудника    |  | 10’ ?’ ?’ |
| Н                | 11 | Јожеф Таурер      |  | 5’        |
| Савезни капетан: |    |                   |  |           |
| Нема података    |    |                   |  |           |

| Мађарска:        |    |                  |
|                  |    |                  |
| Г                | 1  | Ђула Бадоњи      |
| О                | 2  | Јожеф Беран      |
| О                | 3  | Емил Габровиц    |
| В                | 4  | Јожеф Колтаи     |
| В                | 5  | Имре Пожоњи      |
| В                | 6  | Роберт Бајер     |
| Н                | 7  | Иштван Буда      |
| Н                | 8  | Берталан Штајнер |
| Н                | 9  | Јожеф Покорни    |
| Н                | 10 | Алфред Хајош     |
| Н                | 11 | Карољ Олах       |
| Савезни капетан: |    |                  |
| Ференц Жилмо     |    |                  |

|  |

## Белешка
1. ↑  Деби Јожефа Покорнија за репрезентацију Мађарске (ФК Ференцварош)

## Играчи репрезентације
| - Ђула Бадоњи - Јожеф Беран - Емил Габровиц - Имре Пожоњи - Иштван Буда - Алфред Хајош - Ференц Жилмо (селектор) |